# Ptychoparia
Ptychoparia is een geslacht van uitgestorven trilobieten, dat leefde in het Midden-Cambrium. 

## Beschrijving
Deze negen centimeter lange trilobiet kenmerkt zich door het naar achteren smaller wordende lichaam met de brede, halfronde kop met een spits toelopende glabella. Het dier had tamelijk kleine ogen.
Zoals alle Ptychopariidae heeft het dorsale exoskelet in Ptychoparia een omgekeerde eivormige omtrek. De centrale verhoogde as, die wordt gedefinieerd door een voor, is matig convex en smal, op zijn breedst ongeveer een achtste van de maximale breedte van het hoofdscherm (of cephalon). Het deel van de as in het cephalon, glabella genaamd, loopt naar voren taps toe, is aan de voorkant afgerond en ingekort voor paren voren die niet in contact komen over de middellijn, en een aan de achterkant die de occipitale ring definieert. Het vierde paar laterale voren buigt sterk naar binnen tot parallel met de middellijn. Een grens wordt gedefinieerd door een voren die parallel loopt aan de rand van het cephalon, en deze grensvoor is diep aan de voorkant. De gebieden buiten de as zijn bijna vlak. Tussen de voorkant van de glabella en de rand bevindt zich een enigszins convex deel van de wang dat qua lengte vergelijkbaar is (langs de middellijn) met de achterhoofdskrans. In goed bewaarde exemplaren zijn de wangen voor het oog versierd met zeer fijne ribbels (of striae) die waarschijnlijk delen van het spijsverteringsstelsel vertegenwoordigen.
De oogranden zijn draadvormig, gelijkmatig gebogen, die zich uitstrekken van de voorste hoeken van de glabella tot halverwege de genale hoeken, terwijl het visuele oppervlak een abrupte hoek maakt, de vorm heeft van een beugel evenwijdig aan de middellijn en circa een achtste van de lengte van het cephalon . Zoals bij de meeste trilobieten, is de scheiding tussen de buitenste vrije wang (of librigena) en de binnenste vaste wang (of fixigena) een lijn (of hechtdraad) waar het exoskelet zich splitst om te helpen bij de rui. Het volgt altijd de binnenkant van het visuele oppervlak van het oog. Bij Ptychoparia snijdt het deel van deze hechting achter het oog tot de achterste rand net tot de binnenkant van de genale wervelkolom (of de hechting is gonatoparian) en het deel voor het oog wijkt af van de middellijn. Er is een wervelkolom in de achterste hoeken van het cephalon (of de genale wervelkolom) die ongeveer tot het derde thoraxsegment reikt en samenvloeit met de buitenste rand van het cephalon. Het gearticuleerde middengedeelte van het lichaam (of thorax) heeft dertien (P. striata) of veertien (P. dubinka) segmenten. Staartschild (of pygidium) is iets meer dan de helft zo breed als het cephalon (een toestand die micropygous wordt genoemd). De pygidiale as (of rachis) heeft vijf of zes ringen en een afsluiting en vier of vijf ribben in de buitenste pleurale gebieden. Het pygidium bij Ptychoparia mist een grens.

## Vondsten
Fossielen zijn gevonden in Midden-Cambrische mariene lagen van Tsjechië, India, Mexico, Noorwegen, Zuid-Korea, het Verenigd Koninkrijk, de Verenigde Staten (Montana, New York).

## Toegewezen soorten
Verschillende soorten trilobiet die oorspronkelijk aan Ptychoparia waren toegewezen, zijn nu verplaatst naar andere geslachten.
- P. annio = Angusteva annio
- P. attleborensis = Hebediscus attleborensis
- P. batia = Chuangia batia
- P. breviceps = Oligometopus breviceps
- P. carolinensis = Etheridgaspis carolinensis
- P. enantiopa = Enantiaspis enantiopa
- P. fitchi = Hamptonella fitchi
- P. housensis = Bolaspidella housensis
- P. laeviceps = Asaphiscus laeviceps
- P. ligea = Probowmania ligea
- P. linnarssoni = Eldoradia linnarssoni
- P. llanoensis = Orygmaspis llanoensis
- P. matheri = Elvinia roemeri
- P. meglitzkii = Triangulaspis meglitzkii
- P. metra = Meteoraspis metra
- P. mutica = Mikaparia mutica
- P. occidentalis = Elrathia occidentalis
- P. oweni = Modocia nevadensis
- P. panope = Deadwoodia panope
- P. pernasutus = Dokimocephalus pernasutus
- P. pero = Wilbernia pero
- P. pia = Piaziella pia
- P. piochensis = Alokistocare piochensis
- P. prospectensis = Eldoradia prospectensis
- P. roemeri = Elvinia roemeri
- P. rogersi = Braintreella rogersi
- P. similis = Iddingsia similis
- P. spinifera = Annamitia spinifera
- P. suada = Dellea wilbernsensis
- P. subcoronatus = Alokistocare subcoronatum
- P. titiana = Inouyops titiana
- P. theano = Emmrichella theano
- P. toxeus = Solenoparia toxeus
- P. urania = Burnetiella urania
- P. unisulcata = Elvinia roemeri
- P. yunnanensis = Yunnanocephalus yunnanensis